# José Luis Piñar
José Luis Piñar Mañas (Madrid, 1957) es un abogado, jurista y catedrático de Derecho administrativo español.
Fue el director de la Agencia Española de Protección de Datos entre 2002 y 2007.

## Biografía
Se doctoró en Derecho administrativo en la Universidad Complutense de Madrid en 1985, dirigida por Eduardo García de Enterría, con la tesis "Las relaciones entre Estado y regiones en el ordenamiento italiano".
Es profesor universitario de Derecho administrativo en la Universidad CEU San Pablo desde 1995. Fue profesor adjunto de Derecho en la Universidad de Georgetown de 2005 a 2007.
Actualmente es catedrático de Derecho administrativo de la Universidad CEU San Pablo y vicerrector de Relaciones Internacionales de la universidad. Desde 2012 también es el director y titular de la "Cátedra Google de Privacidad, Sociedad e Innovación".
Fue director de la Agencia Española de Protección de Datos de 2002 a 2007, sucediendo a Juan Manuel Fernández López y precediendo a Artemi Rallo Lombarte.
Fue galardonado con la Cruz de Honor de San Raimundo de Peñafort.
De 2018 a 2022 ha sido el delegado de protección de datos del Consejo General de la Abogacía Española.